# Woody Guthrie
Pour les articles homonymes, voir Guthrie.
Woody Guthrie [ˈwʊdi ˈɡʌθɹi], né le 14 juillet 1912 à Okemah, Oklahoma, et mort le 3 octobre 1967 à New York, est un chanteur et guitariste folk américain.
Influencé par l'anarchiste Joe Hill, il compose des chansons exprimant les luttes des pauvres et des opprimés, tout en célébrant leur esprit de résistance libertaire indomptable.
Figure emblématique des hobos (« vagabonds » produits par la Grande Dépression), il devient un important porte-parole musical des sentiments ouvriers et populaires. Ses chansons militantes inspirent le renouveau du folk américain des années 1960, à la tête desquelles on trouve des interprètes tels que Bob Dylan, Joan Baez et Phil Ochs,.

## Biographie

### Débuts
Woody Guthrie est le troisième d'une famille de cinq enfants.
Son père, Charley Edwards Guthrie, quitte le sud du Texas et s'installe dans le Territoire indien, aujourd'hui l'Oklahoma en 1897. Il y exerce la profession de cowboy pour plusieurs propriétaires de ranchs situés à l'est d'Okmulgee dans les territoires de la nation Creek. Après trois ans, il s'oriente vers l'enseignement de la calligraphie puis, en 1902, travaille comme vendeur de livres pour un marchand à Welt près d'Okemah. Il est impliqué dans le lynchage raciste d'une mère noire et de son jeune fils, Linda et L.D. Nelson (en), le 25 mai 1911.
Sa mère, Nora Sherman Guthrie, s'installe dans la même région avec ses parents autour de 1900. Ils se marient le 14 février 1904.
L'héritage culturel de Woody Guthrie est très métissé : un microcosme de la culture de l'Oklahoma, son père venait du sud, sa mère du nord et les demi-frères de son père étaient des descendants d'Indiens de la région.
Son père le baptisa Woodrow Wilson Guthrie en hommage à Woodrow Wilson, alors candidat à l'investiture démocrate pour l'élection présidentielle. Sa mère est morte de la maladie de Huntington dont son fils a été atteint également.
Figure de proue du mouvement folk des années 1960, Woody Guthrie est avant tout un musicien de country. Après une enfance marquée par d'innombrables tragédies et notamment la mort accidentelle de sa sœur tuée dans l'explosion d'un poêle à charbon, Woody doit, dès l'adolescence, vivre de ses talents de multi-instrumentiste en jouant dans la rue.
Au début des années 1930, la fin de l'eldorado pétrolier dans sa région natale pousse Woody Guthrie vers le Texas, où il s'installe dans la petite ville de Pampa pour rejoindre son père. Il y rencontre Mary Jennings qu'il épouse. Le couple a trois enfants. Il forme avec son beau-frère et un troisième ami un trio musical The Corn Cob Trio. Il passe beaucoup de temps à la bibliothèque de Pampa et dévore tous les livres qui lui tombent sous la main. Il se met également au dessin et vend ses œuvres dans la rue[réf. nécessaire]. La crise économique rend sa situation précaire et, vers 1935, il quitte sa famille et vit de petits boulots itinérants.

### Années californiennes
Guthrie s'engage très jeune dans l'action politique. Parti pour la Californie, comme des milliers de ces Okies chassés par la misère de l'Oklahoma, et dont le roman (et le film) Les Raisins de la Colère racontent l'épopée, il s'installe alors au cœur des luttes sociales, s'opposant avec sa guitare et ses chansons aux milices des entreprises fruitières ou à la complaisance des policiers de l'État californien. Sa réputation de redoutable agitateur lui vaut nombre de démêlés avec la police et la justice[citation nécessaire]. Mais ses chansons protestataires attirent aussi l'attention des auditeurs de country music et des folkloristes new-yorkais.
L'une de ses plus célèbres chansons de protestation est Deportee (en), que lui a inspirée le crash d'un avion transportant des émigrés mexicains, survenu le 29 janvier 1948. Ce qui aiguisa le plus son esprit de révolte fut le traitement de la presse chargée de couvrir l'événement, qui ne cita les noms d'aucun des vingt-huit sinistrés, ni par écrit ni à la radio, arguant du fait qu'ils s'agissait uniquement « d'expulsés ».
Son expérience de la Dust Bowl, avec ses tempêtes de poussière, lui inspire tout un cycle de chansons, auxquelles il ajoutera une ballade sur Tom Joad, le héros de Steinbeck, auquel il s'identifie.
À la fin des années 1930, partisan enthousiaste du New Deal de Franklin D. Roosevelt, il est embauché par la Bonneville Power Administration pour chanter devant les ouvriers qui bâtissent des barrages sur le Columbia. Il en tire un autre cycle de chansons à la fois poétiques et politiques.

### New York

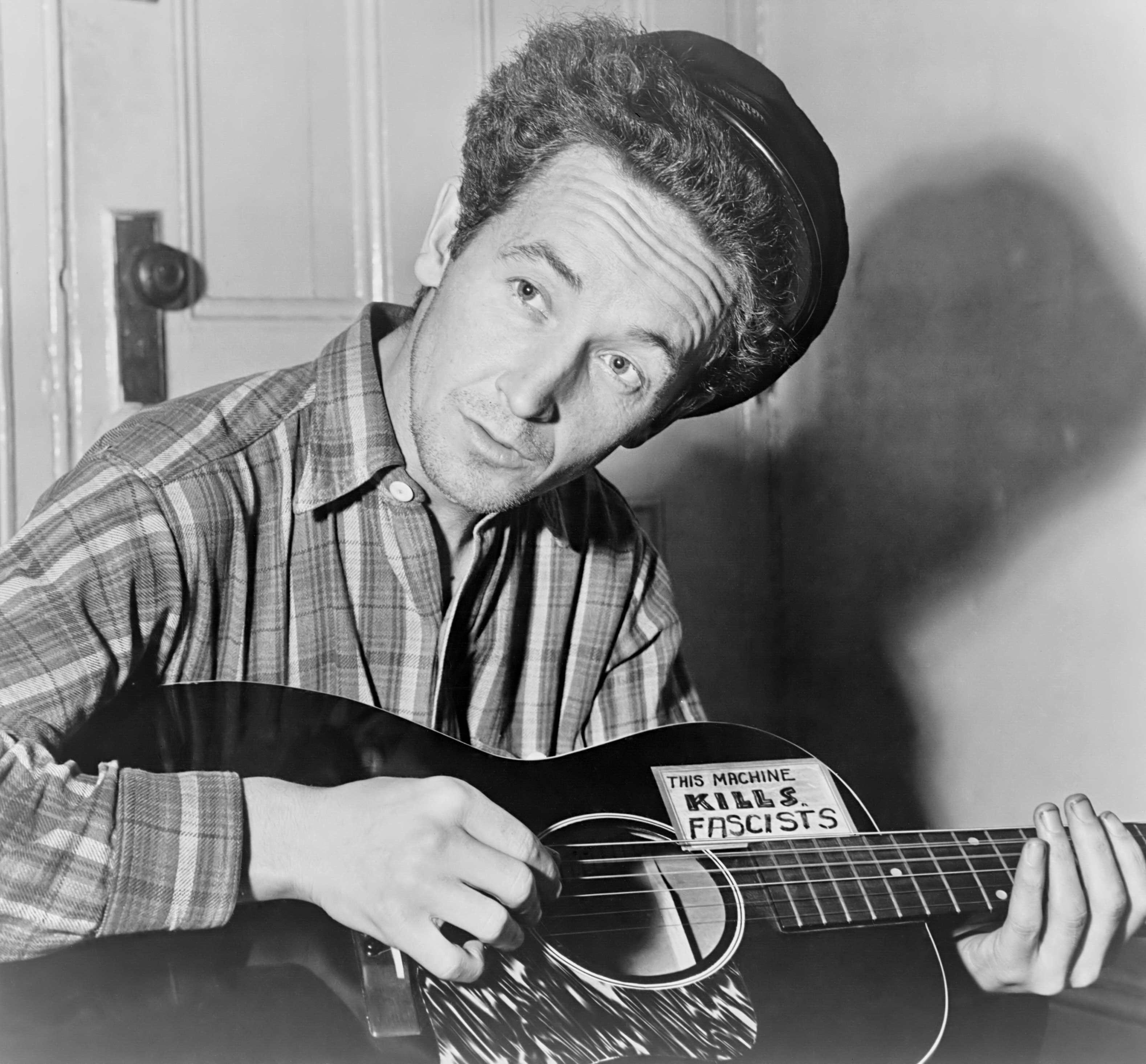
Woody Guthrie à la guitare le 8 mars 1943. Noter les mots This machine kills fascists.

Après de nombreuses péripéties, le label Capitol offre à Woody Guthrie un contrat d'enregistrement exclusif. Au lieu de l'accepter, il quitte la Californie et part s'installer à New York. Il devient l'un des favoris de Greenwich Village.
Son folklore protestataire exercera une influence majeure sur tous les futurs chanteurs engagés, comme Pete Seeger avec qui il fonde au début des années 1940 l'éphémère mais influent groupe The Almanac Singers et avec lequel il participera plus tard fréquemment à des hootenannies, Bob Dylan (qui dès son arrivée à New-York lui rend visite à l'hôpital où il termine sa vie, et lui consacre une chanson dans son premier disque), Joan Baez ou Bruce Springsteen.

### Fin de vie et postérité
Woody Guthrie meurt le 3 octobre 1967 des suites de la maladie de Huntington.
Sa musique a eu une influence considérable à l'époque, et fait depuis partie de la culture des États-Unis. Ses textes, portés par une musique brute et sans fioritures, ont marqué durablement la chanson américaine.
Il est le père d'Arlo Guthrie et le grand-père de Sarah Lee Guthrie.

### Engagement politique
Fier de ses convictions politiques engagées, il inscrivait dès les années 1930 sur toutes ses guitares la phrase : This Machine Kills Fascists (« Cette machine tue les fascistes »). Cet engagement était dans l'Amérique de l'époque moins facile qu'on ne pourrait le penser maintenant.
Il participe en 1941, en compagnie de Pete Seeger, à la création des Almanac Singers, un groupe folk dont le but est de militer en chantant l'actualité sociale et politique des États-Unis. Mais l'anarchisme et l'individualisme de Guthrie lui font quitter très tôt ses compagnons, trop embrigadés à ses yeux dans le Parti communiste américain.
Il dénonce l'exécution de Sacco et Vanzetti en écrivant plusieurs chansons célébrant ces deux militants anarchistes et fustigeant la justice américaine qui les avait envoyés sur la chaise électrique en 1927.
Il écrit également la Ballade de Rosa Lee Ingram (en) pour dénoncer la parodie de justice entreprise contre cette femme et ses trois fils victimes d'une agression raciste en novembre 1947 et injustement condamnés à mort (pour la mort accidentelle de leur agresseur).

## Hommages
- Bob Dylan lui consacre une chanson, Song for Woody, sur son premier album, Bob Dylan (1962).
- Le groupe punk The Casualties lui consacre une chanson, In It For Life, dans l'album Under Attack (2006), y faisant son éloge.
- Le groupe Dropkick Murphys lui consacre un album acoustique This Machine Still Kills Fascists, sorti le 30 septembre 2022.

## Ouvrages
- En route pour la gloire, Paris, Albin Michel, Rock & folk, 1990  (ISBN 2-226-04126-5) Autobiographie écrite en 1943.
- Cette machine tue les fascistes, Paris, Albin Michel, Rock & folk, 1978  (ISBN 2-226-00602-8)
- La Maison de terre, Paris, Flammarion, 2014  (ISBN 978-2-08-131424-5)

## Chansons
- The House of the Rising Sun (adaptation de Woody Guthrie d'après une chanson traditionnelle)
- The Dodger Song (paroles & musique de Woody Guthrie)
- I Ain't Got No Home (paroles & musique de Woody Guthrie)
- Do Re Mi (paroles & musique de Woody Guthrie)
- Hard, Ain't It Hard (paroles & musique de Woody Guthrie)
- I Ride An Old Paint (adaptation de Woody Guthrie d'après une chanson traditionnelle)
- This Land Is Your Land (paroles & musique de Woody Guthrie)
- Liza Jane (Paroles & musique de Woody Guthrie)
- Put My Little Shoes Away (paroles & musique de Woody Guthrie)
- Round and Round Hitler's Grave (paroles & musique de Woody Guthrie)
- Talkin' Hard Luck Blues (paroles & musique de Woody Guthrie)
- Deportee  (paroles & musique de Woody Guthrie)
- Grand Coolee Dam (à l'époque de la construction des baraques Hoover)
- L'ensemble de l'album Ballades de Sacco et Vanzetti sauf No 5 face B (le chant du monde LDX 74467)
- All You Fascists Bound To Lose (1944)

Woody Guthrie est l'auteur d'environ 1400 chansons.